# Paul Smets
Paul Smets (* 10. November 1901 in Mainz; † 20. August 1960 ebenda) war ein deutscher Musikwissenschaftler, Glocken- und Orgelsachverständiger.

## Leben und Werk
Smets studierte Musik in Berlin, Frankfurt am Main und München. Seit 1928 war er als staatlicher Sachverständiger und Gutachter für Orgelbau, Glockenwesen und Raumakustik tätig, seit 1950 Professor.
Bekannt wurde Smets vor allem durch zahlreiche Publikationen über Orgelbau und Orgelgeschichte, die er ab 1932 im eigenen Verlag (etwas später Rheingold Verlag genannt) in Mainz herausbrachte. Die zweifellos bedeutendsten dieser Schriften sind seine beiden Überarbeitungen des Lehrbuchs der Orgelbaukunst von Johann Gottlob Töpfer, die 1936ff und 1955ff erschienen. Die Vorarbeiten zu dieser umfassenden Zusammenfassung des orgelbaulichen Wissens begann Smets bereits als 19-jähriger Gymnasiast. Dabei löste er einen Eklat aus, weil er sich in Rundschreiben an deutsche Orgelbaufirmen fälschlich als Sekretär einer Kommission für Orgelbau in Leipzig ausgab.
1954 beauftragte ihn das Hochbauamt der Stadt Frankfurt am Main gemeinsam mit dem Glockengießer Fritz Rincker mit einem Gutachten zur Wiederherstellung des im Zweiten Weltkrieg verlorengegangenen Frankfurter Stadtgeläutes. Die zehn Frankfurter Dotationskirchen waren bei den Luftangriffen auf Frankfurt am Main überwiegend zerstört worden, die meisten ihrer Glocken im Rahmen der Metallspende des deutschen Volkes eingeschmolzen worden. Lediglich das neunstimmige Geläute des Kaiserdoms St. Bartholomäus, eines der klangschönsten Geläute des 19. Jahrhunderts, und einige wertvolle Glocken der Frankfurter Paulskirche hatten den Krieg überstanden.
Smets schlug vor, alle Glocken harmonisch aufeinander abzustimmen, und disponierte ein Stadtgeläute aus 50 Glocken. Das zwei Oktaven umfassende neunstimmige Domgeläute mit der Gloriosa bildet dabei die Grundlage. Diesem Großgeläute in Dur-Stimmung stellte Smets eine zweite Klanggruppe in Moll-Stimmung gegenüber, die aus den Glocken der Paulskirche, Katharinenkirche und der Liebfrauenkirche gebildet werden sollte. Eine weitere Gruppe bildeten die Dreikönigskirche, Leonhardskirche und Alte Nikolaikirche, deren kleinere Glocken das Obertonspektrum des Stadtgeläutes anreicherten. Die etwas entfernt stehende Peterskirche erhielt ein vierstimmiges Geläute mit dem gleichen Präfationsmotiv wie die Katharinenkirche, jedoch einen Ganzton höher. Das dreistimmige Geläute der Heiliggeistkirche spiegelte die drei höchsten Glocken des benachbarten Domes. Den Diskant des Stadtgeläutes bildete ein kleines vierstimmiges Geläut, das für den Dachreiter des Karmeliterklosters vorgesehen war.
Smets starb 1960 und konnte die Vollendung des Stadtgeläutes nicht erleben. Erst 1987 wurden die klanglich nicht zum Stadtgeläute passenden Glocken der Paulskirche von 1948 dem Historischen Museum der Stadt übergeben und durch die drei erhaltenen historischen Glocken von 1685 bzw. 1830 sowie drei neugegossene Glocken entsprechend dem Smets-Gutachten ersetzt. Vollendet wurde das Stadtgeläute 1995 mit den vier kleinen Glocken des Karmeliterklosters, die allerdings eine Oktave höher gestimmt sind als in Smets Originalentwurf vorgesehen.

## Schriften
- Orgelbau in Mainz. In: Zeitschrift für Instrumentenbau 51, 1930/31, S. 268–270.
- Die älteste Orgel Deutschlands. In: Musik und Kirche 3, 1931, S. 127–132.
- Orgeldispositionen: eine Handschrift aus dem 18. Jahrhundert. Kassel 1931.
- Neuzeitlicher Orgelbau. Die Grundlagen der modernen Orgelbaukunst, eine Einführung in das Mensurations- und Dispositionswesen. Rheingold, Mainz 1933 (2. Auflage 1936, 7. und 8. Auflage 1949).
- Neue Wege im neuzeitlichen Orgelbau. Ein Bericht über neuartige Obertonregister, neuartige Klangfarben-Mixturen und über eine neuartige Dispositionsweise. Sonder-Abdruck aus Paul Smets „Neuzeitlicher Orgelbau“, VII. und VIII. Auflage. Rheingold, Mainz 1949.
- Johann Gottlob Toepfer: Lehrbuch der Orgelbaukunst. 3. Auflage, völlig neu bearbeitet von Paul Smets, Rheingold, Mainz 1936ff. (4./5. Auflage: Rheingold, Mainz 1955–60).
- Die Orgelregister, ihr Klang und Gebrauch. Ein Handbuch für Organisten, Orgelbauer und Orgelfreunde. Rheingold, Mainz 1934 (2. Auflage 1937, 3. und 4. Auflage 1943, 8. Auflage: 1958).
- Die große Gabler-Orgel der Abtei Weingarten. (= Orgelmonographien 9) Rheingold, Mainz 1940.
- Die berühmten Orgelwerke der Stadt Lübeck. (= Orgelmonographien 11) Rheingold, Mainz 1945.
- Die Orgel der St. Valentinuskirche zu Kiedrich. (= Orgelmonographien 6) Rheingold, Mainz 1945.
- Constanzo Antegnati: L‘Arte Organica. Brescia 1608. Deutsche Übersetzung von Paul Smets, Rheingold, Mainz 1958.